# Satyajit Ray
Satyajit Ray (Kalkuta, 2. svibnja 1921. – Kalkuta, 23. travnja 1992.) - indijski filmski redatelj i pisac.
Smatra se jednim od najboljih redatelja 20. stoljeća. Režirao je 37 filmova uključujući i dokumentarne i kratke filmove. Bio je i pisac, izdavač, ilustrator, kaligraf, skladatelj, grafički dizajner i filmski kritičar. Pisao je kratke priče, znanstveno-fantastične knjige, knjige za djecu itd. Osmislio je dva vrlo popularna dječja lika Feludu i profesora Shonkua. Počeo je snimati filmove nakon susreta s francuskim redateljem Jeanom Renoirom i pod utjecajem talijanskog filma "Kradljivci bicikla". Njegov prvi film Pather Panchali iz 1955. godine osvojio je 11 međunarodnih nagrada. Veliku pažnju poklanjao je scenarijima. Svi njegovi filmovi osim dva, snimljeni su na bengalskom jeziku.
Dobio je mnogo nagrada, uključujući 32 indijske nacionalne filmske nagrade, nagrade s filmskih festivala u Cannesu, Berlinu i Veneciji i počasni Oskar za životno djelo 1991. godine.